# 컴퍼니 유 킵
《컴퍼니 유 킵》(The Company You Keep)은 2012년 공개된 미국의 영화이다.
스토리는 은행 강도와 살인 혐의로 수배 중인 전 웨더 언더그라운드 베트남 전쟁 반대 투사였던 최근 홀아비이자 미혼 아버지인 짐 그랜트의 이야기를 중심으로 전개된다. 그랜트는 뉴욕주 올버니에서 변호사로 30년 넘게 FBI를 피해 숨어 지냈다. 공격적인 젊은 기자 벤 셰퍼드에 의해 자신의 정체가 폭로되자 도망자가 된다. 그랜트는 FBI에 잡히기 전에 자신의 누명을 벗을 수 있는 유일한 사람인 전 애인 미미를 찾아야 한다. 그렇지 않으면 그는 11살 된 딸 이사벨을 포함하여 모든 것을 잃게 될 것이다. 벤이 저널리스트로서 윤리적 문제로 어려움을 겪는 동안 짐과 웨더 언더그라운드의 오랜 친구들은 급진적인 과거의 결과를 안고 살아야 한다.

## 줄거리
은퇴한 변호사 짐 그랜트는 사실 30년 전 은행 강도 사건과 살인 혐의로 수배 중인 '웨더 언더그라운드'라는 반전 운동 단체 출신의 급진주의자 닉 슬론이다. 그는 FBI의 추적을 피해 평범한 삶을 살아가지만, 동료였던 샤론 솔라즈의 체포를 계기로 젊은 기자 벤 셰퍼드가 그의 정체를 파헤치기 시작한다. 짐은 자신의 과거가 드러날 위기에 처하자 딸 이사벨을 데리고 도주를 시작하며, 자신의 결백을 증명할 수 있는 유일한 사람인 옛 연인 미미 루리를 찾아 나선다.
벤은 특종을 위해 짐을 쫓으면서도 언론 윤리에 대한 갈등을 느끼고, 짐은 자신의 과거 동료들과 재회하며 당시 급진적인 선택의 결과를 마주한다. 짐은 딸을 지키기 위해 형에게 이사벨을 맡기고 미미를 찾아 나서고, 벤은 짐의 행적을 추적하며 은행 강도 사건에 대한 새로운 진실을 발견한다. 과거 사건 담당 형사였던 오스본이 숨기고 있는 비밀과 짐과 미미 사이에 태어난 딸 레베카의 존재를 알게 되면서 벤은 진실과 개인적인 관계 사이에서 갈등한다. 짐은 미미를 만나 자신의 무죄를 증명해 줄 것을 요청하지만, 그녀는 여전히 과거에 대한 확신을 가진다. 
미미는 짐의 딸 이사벨을 위해 자신의 잘못을 인정하고 자수하기로 결심하고, 짐은 딸을 지키기 위해 미미 대신 FBI에게 잡힌다. 벤은 오스본의 과거를 폭로하지 않기로 하고 레베카의 정체를 비밀로 남긴 채, 결국 짐은 누명을 벗고 딸과 재회한다.

## 출연

### 주연
- 로버트 레드포드
- 샤이아 라보프

### 조연
- 줄리 크리스티
- 수잔 서랜든
- 샘 엘리어트
- 브렌단 글리슨
- 테렌스 하워드
- 리차드 젠킨스
- 안나 켄드릭
- 브릿 말링
- 스탠리 투치
- 닉 놀테
- 크리스 쿠퍼
- 스티븐 루트
- 재키 애반코
- 매튜 킴브로
- 로슬린 먼로
- 히로 가나가와
- 앤드류 에어리
- 수잔 호건
- 가브리엘 로즈
- 데이빗 밀처드
- 데일 울프

## 기타
- 원작자: 닐 고든
- 총괄프로듀서: 크레이그 J. 플로리스
- 프로듀서: 니콜라스 차티어
- 프로듀서: 로버트 레드포드
- 프로듀서: 숀 윌리엄슨
- 공동프로듀서: 조나단 쇼어
- 미술: 로렌스 베넷
- 세트: 캐롤 라발리
- 헤어: 쉐리 린더-기글리
- 의상: 카렌 L. 매튜스
- 배역: 에이비 코프먼
- 배역: 모린 웹